# Svart-vit fotografering

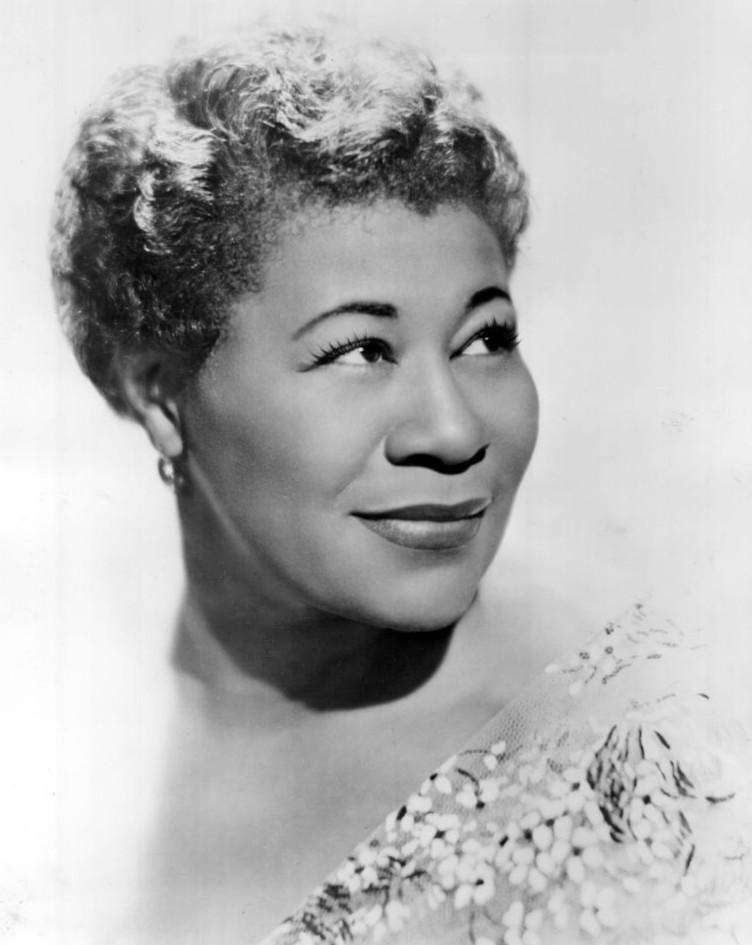
PR-foto på Ella Fitzgerald 1962.

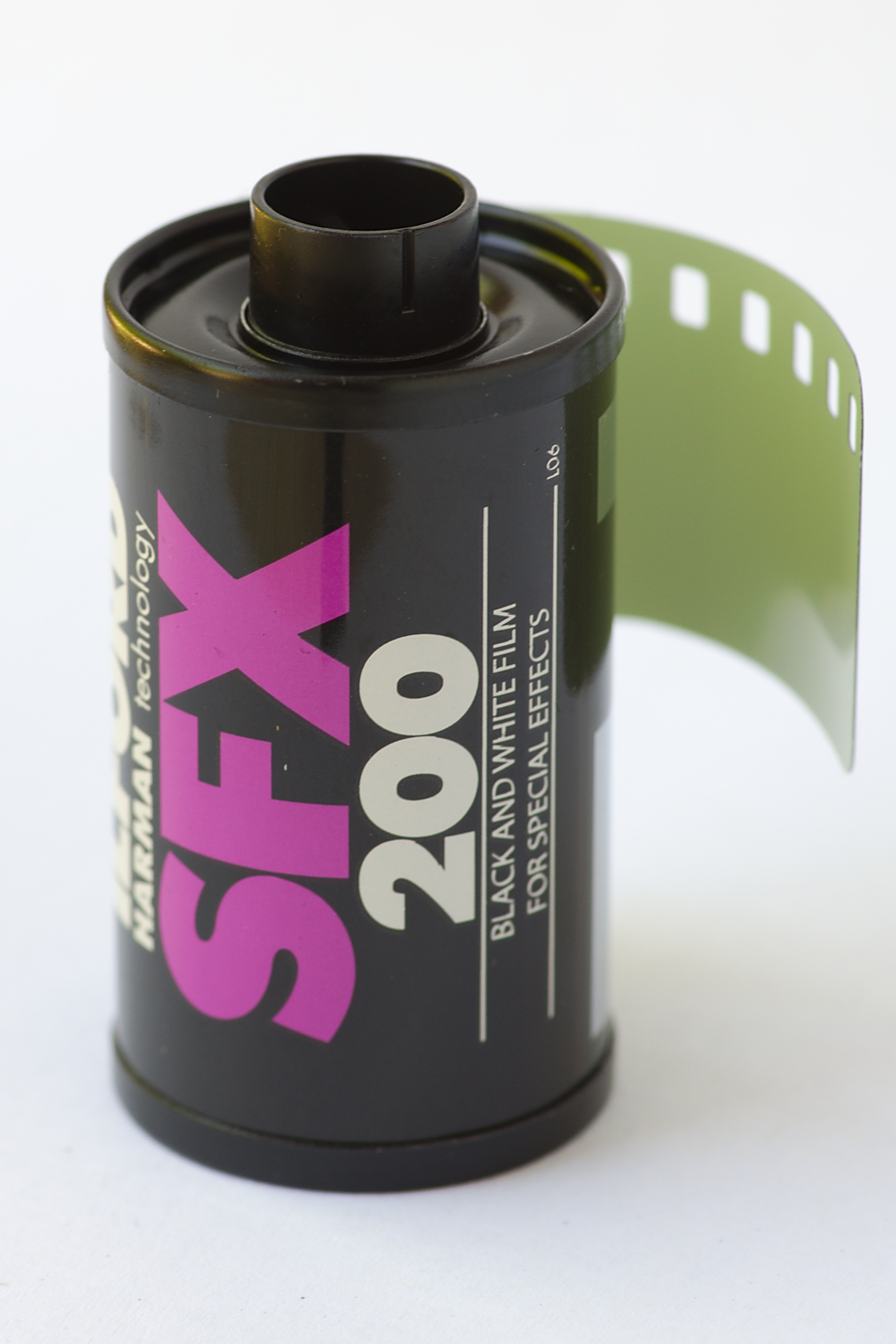
En rulle svartvit fotografisk film.

Med svart-vit fotografering menas idag en tämligen liten nisch inom fotografyrket.
Ett företag som speciellt har profilerat sig inom området är Ilford.
Inom konsten och grafisk industri är behovet stort medan allmänhetens privata fotografering helt har gått över till färgfotografi.[källa behövs]. När Instamatic kamerorna slog igenom på 1960-talet minskade antalet svartvita labb drastiskt. Den har fortsatt numera på färgfilms sidan av andra orsaker.      Andelen av färgupplagor tycks emellertid även öka inom hela den grafiska branschen och omfattar även fotostatkopiering.[källa behövs]